# Бєлорєченський район
Бєлорєченський район — муніципальний район у складі Краснодарського краю.
Адміністративний центр — місто Бєлорєченськ.

## Географія
Площа району 1 280 км². Рельєф району досить різноманітний. У його східній частині знаходиться рівнина з поступовим підвищенням до Гіагінського району на 20 - 25 метрів. Західна же частина навпаки йде на зниження. На цій низовині є дві основні річки - Біла і Пшеха.

## Населення
Населення району 103 936 осіб (2002), з них у містах — 54 028 осіб (місто Бєлорєченськ), сільське — 49 908.

## Адміністративний поділ
У районі 1 міське і 10 сільських поселень.
- Бєлорєченськ
- Бжедухівська
- Веліковєчне
- Дружненське
- Первомайський
- Пшехська
- Родники
- Рязанська
- Чернигівська
- Школьне
- Южний

Всього 63 населених пункти.